# Zeebe
Zeebe é um nome Hebraico de Antigo Testamento o que significa lobo.
No momento da Juízes o Midian tinha dois reis, e cada um príncipes. O filho do rei Salmuna, Zeebe (em Hebraico זְאֵב, Z'ev), junto com o príncipe Orebe, foram colocados em frente exército lutando por sete anos contra Israel, usando camelos em seus ataques.
Foram finalmente derrotados por Gideão na batalha conhecida como o "dia do Midian". Depois da derrota foram perseguidos, e foi finalmente morto Zeebe, como a Orebe (Juízes 7:20-25). Muitos dos midianitas pereceram com ele (Salmos 83:12; Isaías 10:26).
O lugar onde os homens de Gideão matou Zeebe após a derrota dos midianitas é chamado Lagar Zeebe. Uma vez morto os soldados israelenses levaram a cabeça de Zeebe a Gideão.